# Episodi di Chicago Hope (seconda stagione)
La seconda stagione della serie televisiva Chicago Hope è stata trasmessa sul canale statunitense sul canale CBS dal 18 settembre 1995 al 20 maggio 1996.
| nº | Titolo originale             | Titolo italiano | Prima TV USA      | Prima TV Italia |
| -- | ---------------------------- | --------------- | ----------------- | --------------- |
| 1  | Hello Goodbye                |                 | 18 settembre 1995 |                 |
| 2  | Rise from the Dead           |                 | 25 settembre 1995 |                 |
| 3  | A Coupla Stiffs              |                 | 2 ottobre 1995    |                 |
| 4  | Every Day a Little Death     |                 | 9 ottobre 1995    |                 |
| 5  | Wild Cards                   |                 | 16 ottobre 1995   |                 |
| 6  | Who Turned Out the Lights?   |                 | 30 ottobre 1995   |                 |
| 7  | From Soup to Nuts            |                 | 6 novembre 1995   |                 |
| 8  | Leave of Absence             |                 | 13 novembre 1995  |                 |
| 9  | Stand                        |                 | 20 novembre 1995  |                 |
| 10 | The Ethics of Hope           |                 | 27 novembre 1995  |                 |
| 11 | Christmas Truce              |                 | 11 dicembre 1995  |                 |
| 12 | Transplanted Affection       |                 | 8 gennaio 1996    |                 |
| 13 | Three Men and a Lady         |                 | 15 gennaio 1996   |                 |
| 14 | Right to Life                |                 | 22 gennaio 1996   |                 |
| 15 | Hearts and Minds             |                 | 5 febbraio 1996   |                 |
| 16 | Women on the Verge           |                 | 12 febbraio 1996  |                 |
| 17 | Life Lines                   |                 | 26 febbraio 1996  |                 |
| 18 | Sexual Perversity            |                 | 11 marzo 1996     |                 |
| 19 | Sweet Surrender              |                 | 18 marzo 1996     |                 |
| 20 | The Parent Rap               |                 | 29 aprile 1996    |                 |
| 21 | Quiet Riot                   |                 | 6 maggio 1995     |                 |
| 22 | Ex Marks the Spot            |                 | 13 maggio 1995    |                 |
| 23 | Last One Out, Get the Lights |                 | 20 maggio 1995    |                 |